# Qarah Gol-e Gharbī
Qarah Gol-e Gharbī (persiska: قره گل غربی) är en ort i Iran.   Den ligger i provinsen Golestan, i den norra delen av landet, 400 km nordost om huvudstaden Teheran. Qarah Gol-e Gharbī ligger 109 meter över havet och antalet invånare är 756.
Terrängen runt Qarah Gol-e Gharbī är platt.Runt Qarah Gol-e Gharbī är det ganska tätbefolkat, med 60 invånare per kvadratkilometer. Qarah Gol-e Gharbī är det största samhället i trakten. Omgivningarna runt Qarah Gol-e Gharbī är i huvudsak ett öppet busklandskap.